# سي إس 50
سي أس 50 (علم الحاسوب 50 - بالإنجليزية: CS50) هي دورة تعليمية لعلم الحاسوب في الحرم الجامعي وعلى الإنترنت لجامعة هارفارد. يوجد محتوى هذه الدورة مجانا. وتقدم أنواع مختلفة من الشهادات (مجاني، أو برسوم). تحتوي الدورة في حرم الجامعة على 800 طالب وطالبة، 102 عامل، ويشارك في ال (hackathones) ما يصل إلى 2200 شخص. وتعد CS50 أكبر فصول جامعة هارفارد.

## الأسلوب
تسجل محاضرات CS50 وترفع لأكثر من خدمة بما فيها iTunes U، وedX (التي تعرف بCS50x)، ويوتيوب. كما تصور مقاطع فيديو إضافة من أساتذة بالجامعة وطلاب متطوعين تسمى "walkthroughs" أو تجول. وتوجد أسئلة وتمارين للدورة أو ما تسمى ب"problem sets" أو مجموعة المشاكل بصيغة ال (لغة ترميز النص الفائق) أو (نسق المستندات المنقولة)، كما أنه يوجد نوعين من المشاكل، النوع الأول (Standard Edition) هي تمارين في نفس محتوى الدورة أما النوع الثاني فهو (Hacker Edition) هذا النوع يقدم مشاكل أصعب ويطلب حلول فعالة أكثر. يقوم الطلبة برفع إجاباتهم (Standard Edition فقط)، ويقوم أحيانا الحاسوب بتقيم الإجابات، كما يمكن للطلاب استخدام برنامج مخصص لفحص إجاباتهم قبل رفعها.

## أشخاص مهمون
لقد تم إطلاق لقب «من أفضل المعلمين المعروفين في علم الحاسوب» على الأستاذ الجامعي ديفيد مالان. كما أن المؤسس المشارك لفيس بوك مارك زوكربيرغ والرئيس التنفيذي السابق لمايكروسوفت ستيف بالمر قاما بتقديم محاضرات كضيوف في CS50.

## وصلات خارجية
- الموقع الرسمي لسي أس 50
- سي أس 50 في iTunes U